# أوريس (إزار)
أوريس هي بلدية في إزار في أوفيرني-رون ألب منطقة جنوب شرق فرنسا.